# Lipogramma robinsi
Lipogramma robinsi är en fiskart som beskrevs av Gilmore, 1997. Lipogramma robinsi ingår i släktet Lipogramma och familjen Grammatidae. IUCN kategoriserar arten globalt som livskraftig. Inga underarter finns listade i Catalogue of Life.